# Beast Wars (animatieserie)
Beast Wars: Transformers (Beasties op YTV) is een Canadese/Amerikaanse animatieserie gebaseerd op de Transformers-franchise. De serie is geheel met de computer geanimeerd, en speelt zich af in het het 'originele' Transformers-universum (waar ook de eerste televisieserie zich in afspeelde).
De serie draaide niet om de Autobots en Decepticons, maar om hun nakomelingen: de Maximals en de Predacons. In plaats van voertuigen konden deze robots veranderen in dieren. Vandaar de naam 'Beast Wars'. Deze viel echter niet goed bij Canadese kijkers. 

## Verhaal
De Predacons stelen twee belangrijke gouden schijven van de planeet Cybertron. Als gevolg hiervan barst een strijd los tussen een Predacon-schip en een Maximal-schip. Door de transwarp van het Predacon-schip worden de twee schepen duizenden jaren terug de tijd in geworpen, waar ze neerstorten op een mysterieuze planeet. De planeet blijkt rijk te zijn aan Energon, een energiebron die gevaarlijk is voor Transformers indien ze er te lang aan blootgesteld worden. Om zich tegen de Energon te beschermen, scannen de Maximals en Predacons enkele dieren zodat ze in deze dieren kunnen veranderen. In hun diervorm beschikken ze over organische lichamen, en die zijn immuun voor de straling van Energon. De twee teams zitten nu vast op de planeet. Al in de eerste aflevering loopt de Predacon Dinobot over naar de Maximals.
Voordat de schepen neerstortten, lieten beide een aantal capsules los met daarin Maximal- en Predacon-protoformen. In de loop van de serie stortten deze capsules neer op Aarde en worden extra helpers voor beide partijen.
Naarmate de serie vordert wordt meer en meer duidelijk dat de Transformers zich op de prehistorische Aarde bevinden. Eerst werd dit onmogelijk geacht daar de planeet twee manen had, maar een van deze manen blijkt later een creatie te zijn van een derde groep in het conflict: een buitenaards ras genaamd de Vok. Aan het einde van seizoen 1 blazen de Maximals en Predacons de tweede maan op. De energiegolf die hierbij vrij komt doodt enkele personages, en geeft enkele andere een upgrade tot sterkere 'Transmetal'-vormen. Transmetal-Transformers zien er ook in hun beestmodus uit als robots.
In seizoen 2 ontdekken de Maximals de 'Ark', die de originele Autobots bevat. Na deze ontdekking proberen de Predacons zowel de ark als de voorouders van de mensheid te vernietigen, daar zowel de mensen als Autobots verantwoordelijk waren voor de nederlaag van de Decepticons in de Grote Oorlog (de strijd die in de originele animatieserie te zien was). De Maximals kunnen dit voorkomen, maar Dinobot verliest hierbij het leven.
In de finale van de serie ontdekken de Predacons het originele Decepticonschip, de Nemesis, dat net als de Ark op Aarde is neergestort. Een laatste strijd volgt waarbij op Megatron en Waspinator na alle Predacons omkomen, evenals enkele Maximals.
Op het eind keren de Maximals, met een gevangen Megatron, terug naar Cybertron.

## Geschiedenis en ontwikkeling
De eerste modellen voor Beast Wars speelgoed suggereerden dat de serie zich zou gaan afspelen in het heden, en zou draaien om enorme robots die in dieren konden veranderen. Schrijvers Bob Forward en Larry DiTillio besloten echter om de serie zich af te laten spelen in de prehistorie. Wel waren ze het er nog niet over eens of de planeet een andere planeet was of de prehistorische aarde. Ze gaven de planeet twee manen, met de plannen er 1 te vernietigen indien werd gekozen voor de prehistorische Aarde.
De serie zou aanvankelijk gaan draaien om bekende personages uit de originele serie, maar nu in nieuwe lichamen. De producers wisten echter vrijwel niets van de originele serie af. Hun doel was om een stervend franchise te promoten. Ze schreven de serie daarom zo dat hij geen banden met de vorige series leek te hebben, op een paar hergebruikte namen na. Ook werden de robots een stuk kleiner (ongeveer zo groot als mensen), in tegenstelling tot de oude serie. Toen Bob en Larry meer ontdekten over de originele serie, besloten ze toch elementen uit die serie in Beast Wars te verwerken.
Vanwege de beperkingen van CGI in die tijd konden de animators niet te veel personages introduceren. Volgens Bob Forward was de kleine cast juist een reden dat de serie zo succesvol werd: met minder personages konden de schrijvers de afzonderlijke personages verder uitdiepen. Toen nieuwe personages werden geïntroduceerd, werden een paar oude gedood. Daarmee is Beast Wars de eerste Transformers-serie waarin personages in de serie zelf stierven. In de originele serie kwamen veel personages om in de bijbehorende film, maar niet in de serie zelf.
Het derde seizoen van de serie zou een extra aflevering bevatten getiteld 'Dark Glass', waarin Rattrap probeert het geheugen van de gesneuvelde Dinobot in diens nieuwe gekloonde lichaam te zetten. De aflevering werd gezien als te duister voor jonge kijkers. Desondanks wordt de aflevering wel gezien als onderdeel van de serie, en als verklaring over waarom de Dinobotkloon in de laatste aflevering de Maximals helpt.

## Personages

### Maximals
- Optimus Primal/Optimal Optimus: een nakomeling van de originele Optimus Prime en de leider van de Maximals. Aanvankelijk is hij in beestvorm een gorilla. In seizoen twee krijgt hij een Transmetal-vorm. Later in seizoen 2 absorbeerde hij tijdelijk de 'vonk' (spark) van de originele Optimus Prime, wat hem transformeerde in de meer robotische Optimal Optimus.
- Rattrap: een rat-robot en de vrolijke noot van de Maximals. Hij is een scherpschutter, saboteur, infiltrant en vernietigingsexpert. Hij heeft vooral een haat-liefdeverhouding met Dinobot. In seizoen 2 kreeg Rattrap een transmetalvorm.
- Rhinox: een neushoorn-robot en de technische expert van het team. Rhinox’ talenten hebben de Maximals meerdere keren gered. Rhinox werd door megatron in dark designs veranderd in een Predacon maar werd in diezelfde weer een maximal. Rhinox werd niet beïnvloed door de energie van de tweede maan, en bleef de hele serie onveranderd.
- Cheetor: Een jachtluipaard-robot. Cheetor is de verkenner en snelheidsmaniak van het team. Hij komt soms kinderlijk over. Cheetor onderging net als Optimus twee veranderingen. Eerst werd hij Transmetal, en in seizoen 3 werd hij Transmetal II. Door deze veranderingen onderging Cheetor ook veranderingen in persoonlijkheid: hij werd serieuzer en ging zich volwassener gedragen.
- Dinobot: een Velociraptor-robot en oorspronkelijk een Predacon. Dinobot verliet te Predacons omdat hij Megatron als een slechte leider zag. Eerst wilde hij leider worden van de Maximals, maar accepteerde uiteindelijk met tegenzin een rang als tweede bevelhebber. Dinobot was een sterke krijger met een eigen eergevoel. Toch was lange tijd onduidelijk aan wiens kant hij werkelijk stond. Megatron maakte een kloon van dinobot maar de originele dinobot at hem op. Dinotbot kwam om het leven toen hij in zijn eentje alle Predacons aanviel om een groep voorouders van de mensheid te beschermen. Na zijn dood maakte Megatron een Transmetal II kloon van Dinobot. Deze kloon hielp de Predacons, maar keerde zich in de laatste aflevering tegen Megatron om Optimus te helpen. De kloon kwam om toen het Predacon schip ontplofte.
- Tigatron: Een witte tijger-robot. Tigatron was de eerste Maximal die later in de serie opdook. Tigatron ging vaak alleen op stap in beestmodus daar hij de Aarde als zijn huis zag. Hij was tevens de kalmste van de Maximals, en leerde hen hoe de instincten van hun beestmodus hen konden helpen. Tigatron werd later gevangen door de Vok, en gefuseerd met Airrazor tot Tigerhawk.
- Airazor: Een valk-robot en de eerste vrouwelijke Maximal. Net als Tigatron hield Airrazor van de Aarde en ging het liefst in beestmodus op pad. Airrazor hielp de Maximals gedurende het verdere eerste seizoen. In seizoen 2 werd ze gevangen en gefuseerd met Tigatron.
- Silverbolt: een zogenaamde Fusor, een robot die uit twee dieren bestaat. Zijn lichaam is dat van een wolf, maar hij heeft ook vleugels zoals een adelaar. Silverbolt dook op in seizoen 2. Net als Dinobot had hij zijn eigen erecode. Hij was niet makkelijk kwaad te krijgen, maar wel een sterke vechter. Hij keerde aan het eind van de serie terug naar Cybertron met de andere Maximals.
- Depth Charge: een reuzenmanta-robot. Depth Charge was een Maximalagent die op zoek was naar Protoform X (Rampage). Hij kwam aan het begin van seizoen 3 naar de Aarde om dat Protoform X daar ook was. Depth Charge was maar zelden samen met de andere Maximals, daar hij enkel achter Protoform X aanzat.In de finale van de serie vernietigde Depth Charge Protoform X, maar verloor daarbij zelf ook het leven.
- Blackarachnia: een zwarte weduwe-robot. Blackarachnia’s protoform was die van een Maximal, maar toen ze op Aarde belandde veranderde Tarantulas haar in een Predacon. Lange tijd bleef ze een Predacon. Pas aan het begin van seizoen 3 liep ze over naar de Maximals omdat Megatrons laatste plan om de Maximals te vernietigen haar ook fataal zou worden. In seizoen 3 werd ze Transmetal II.
- Tigerhawk: toen Tigatron en Airrazor waren gevangen door de Vok, combineerden die de lichamen van de twee tot een tijger/valk hybride. Deze hybride werd door de Vok gebruikt als een van hun eigen strijders om zowel de Predacons als maximals te vernietigen. Door toedoen van Tarantulas konden de Vok worden verslagen, waarna de vonken van Airrazor en Tigatron het lichaam terugnamen. Als Tigerhawk vochten ze nog een tijdje met de Maximals mee, tot ze werden vernietigd in het laatste gevecht.

### Predacons
- Megatron : niet te verwarren met de originele Megatron. De leider van de Predacons. Net als Optimus onderging Megatron een paar veranderingen. Oorspronkelijk was zijn beestmodus die van een paarse Tyranosaurus Rex. Later werd hij Transmetal. In seizoen 3 absorbeerde hij de vonk van de originele Megatron, en veranderde zo in een rode draak-robot.
- Scorponok: Een schorpioen-robot. Toen Dinobot de Predacons verliet, werd Scorponok de nieuwe tweede bevelhebber. Scorponok deed enkel in seizoen 1 mee. Hij kwam aan het begin van seizoen 2 om toen de explosie van de tweede maan hem in een lavaput slingerde.
- Tarantulas: een tarantula-robot. Tarantuals is de wetenschapper van de Predacons, en niet loyaal aan Megatron. Hij heeft vaak zijn eigen plannen. In seizoen 2 werd hij Transmetal. Tarantulas zorgde ervoor dat twee Maximal Prototypes, Blackarachnia en Inferno, Predacons werden. In seizoen twee werd hij opgeblazen, maar hij werd weer in elkaar gezet door zijn eigen reparatierobots. In seizoen 3 verbrak hij alle banden met de Predacons. Tarantulas kwam aan zijn einde in de laatste strijd met de Vok.
- Terrorsaur: een Pteranodon-robot en een van de originele Predacons. Net als Scorponok kwam hij aan het begin van seizoen 2 om
- Waspinator: een wesp-robot en de vrolijke noot van de Predacons. Waspinator was zeer incompetent en refereerde altijd naar zichzelf in de derde persoon. Hij was naast Megatron de enige Predacon die de serie overleefde. Aan het eind van de serie bleef hij op aarde bij een groep mensen die hem als god vereerden.
- Blackarachnia:
- Inferno: een vuurmier-robot. Net als Blackarachnia was Inferno oorspronkelijk een Maximal-protoform die door Tarantulas werd aangepast. Inferno was mentaal gestoord en dacht dat hij een echte mier was. Hij refereerde dan ook naar Megatron als "de koningin" of "de koninklijke", noemde de Predacon basis hun "kolonie" en zag de andere Predacons als "werkers". Inferno kwam om in de finale van de serie.
- Quickstrike: net als Silverbolt een Fusor, in zijn geval een schorpioen/cobra hybride. Hij dook op in seizoen 2. Hij kwam over als een 'western'-krijger en gebruikte veel cowboytermen. Quickstrike werkte veel samen met Inferno en Waspinator. Hij werd ook gebruikt door Tarantulas voor diens plannen. Quickstrike kwam om in de finale.
- Rampage: ook bekend als Protoform X. Rampage is een transmetal Krab/tank hybride en sterker dan menig andere Transformer. Hij was tevens zeer psychopathisch en vormde een gevaar voor iedereen in zijn omgeving. Toen hij op Aarde belandde, bevocht hij beide groepen totdat Megatron de helft van Rampage’ vonk afpakte en hem zo dwong zich bij de Predacons te voegen. Rampage kwam om in de finale door Depth Charge die een stuk energon door zijn spark sloeg.
- Transmetal II Dinobot: de kloon van de originele Dinobot, gemaakt na diens dood.

### Neutrale personages
- Jak en Una: twee kinderen van een groep holbewoners. Cheetor nam ze onder zijn hoede en probeerde ze te helpen met hun ontwikkeling. Ze speelden een kleine rol in de serie.
- "Hammer": een volwassen holbewoner en de leider van de holbewonerstam in de serie. Zijn echte naam is niet bekend. Hij is tevens de sterkste niet-Transformer in de serie.
- De Vok: een mysterieus buitenaards ras. Ze deden om onbekende reden experimenten op de prehistorische aarde, en waren een vijand van zowel de Maximals als Predacons.

### Personages uit de originele serie
Deze personages worden kort gezien aan boord van de Ark:
- Optimus Prime
- Megatron
- Starscream
- Ravage

## Japanse series
Beast Wars werd ook in Japan uitgezonden. Omdat voor de Japanse tv het tweede en derde seizoen van de serie werden samengevoegd tot een seizoen, zat er een gat van een seizoen tussen de Japanse seizoenen 1 en 2. Om dit gat op te vullen werden twee andere series gemaakt: Beast Wars II en Beast Wars Neo. De gebeurtenissen in deze series spelen zich af in de verre toekomst.

## Stemmen
| Acteur                    | Personage                                            |
| ------------------------- | ---------------------------------------------------- |
| Gary Chalk                | Optimus Primal                                       |
| Richard Newman            | Rhinox, Vok                                          |
| Ian James Corlett         | Cheetor, Sentinel, Maximal Computer                  |
| Scott McNeil              | Rattrap, Dinobot, Dinobot II, Silverbolt, Waspinator |
| Blu Mankuma               | Tigatron, Tigerhawk, Vok                             |
| Pauline Newstone          | Airazor                                              |
| David Sobolov             | Depth Charge                                         |
| David Kaye                | Megatron                                             |
| Don Brown                 | Scorponok                                            |
| Alec Willows              | Tarantulas                                           |
| Doug Parker               | Terrorsaur, Starscream                               |
| Venus Terzo               | Blackarachnia                                        |
| Jim Byrnes                | Inferno                                              |
| Colin Murdock             | Quickstrike                                          |
| Campbell Lane             | Rampage                                              |
| Elizabeth Carol Savenkoff | Predacon Ship Computer                               |
| Lee Tockar                | Ravage                                               |
| Susan Blu                 | Transmutate, Una                                     |

## Videospellen
Er zijn twee Beast Wars-videospellen, beide voor de PlayStation en Nintendo 64. De eerste, gewoonweg Beast Wars genaamd, is gebaseerd op het eerste seizoen van de serie. Dit is een third person shooter waarin de speler met beide partijen kan spelen.
De tweede, Transformers: Beast Wars Transmetals, is een vechtspel gebaseerd op het tweede seizoen. Geen van beide spellen deed het commercieel goed.